# Ultraleichtfluggelände Magolsheim

i7
i11
i13
Das Ultraleichtfluggelände Magolsheim liegt im Ortsteil Magolsheim der Stadt Münsingen im Landkreis Reutlingen in Baden-Württemberg. Der Platzhalter und Betreiber ist die Fliegerinteressengemeinschaft GbR Ziegelgarten.

## Lage
Das Ultraleichtfluggelände liegt etwa 2,2 km östlich der Dorfmitte von Magolsheim. Naturräumlich liegt es auf der Hochfläche der Mittleren Kuppenalb.

## Flugbetrieb
Das Ultraleichtfluggelände besitzt eine Betriebsgenehmigung für Ultraleichtflugzeuge. Es ist mit einer 250 m langen und 15 m breiten Start- und Landebahn aus Gras (Richtung 09/27) ausgestattet. Es dient der Ausübung des Luftsports durch den Platzhalter. Landungen und Starts von Luftfahrzeugen, die nicht den Mitgliedern des Platzhalters zuzuordnen sind, bedürfen der Zustimmung des Platzhalters (PPR).

## Geschichte
Das Ultraleichtfluggelände Magolsheim wurde am 10. Februar 2023 genehmigt. Die Betriebsaufnahme wurde am 15. Juni 2023 gestattet.